# Anthiinae (Carabidae)
Pour les articles homonymes, voir Anthiinae.
Sous-famille
Les Anthiinae sont une sous-famille d'insectes coléoptères de la famille des Carabidae. 

## Répartition géographique
Les espèces de cette sous-famille habitent principalement les régions tropicales mais les distributions de certains représentants des tribus Anthiini Bonelli, 1813 et Helluonini Hope, 1838 s'étendent à la région holarctique. La plus grande diversité d'espèces en dehors des tropiques est enregistrée dans les parties méridionales des sous-régions paléarctique et néarctique. Les représentants de la sous-tribu Helluonina Hope, 1838 habitent la totalité du continent australien.

## Caractéristiques
Certaines espèces sont ailées alors que d'autres sont aptères.
La plupart sont nocturnes et sont prédateurs comme la plupart des carabes et chassent au sol d'autres arthropodes. Un grand nombre d'espèces de cette sous-famille se nourrissent de termites.

## Systématique
Cette sous-famille a été décrite par l'entomologiste italien Franco Andrea Bonelli en 1813.

### Publication originale
- Bonelli, F. A. 1813. Observations entomologiques. Deuxième partie. Memoire della Reale Accademia della Scienze di Torino, 20: 433-484.

### Liste des genres
Cette sous-famille inclut trois tribus : Anthiini Bonelli, 1813, Helluonini Hope, 1838 et Physocrotaphini Chaudoir, 1863 pour un total de 41 genres et 350 espèces.
Liste des genres,:
- Tribu des Anthiini Bonelli, 1813
  - Sous-tribu des Anthiina Bonelli, 1813
    - Genre Anthia Weber, 1801
    - Genre Baeoglossa Chaudoir, 1850
    - Genre Chilanthia Obst, 1901
    - Genre Cycloloba Chaudoir, 1850
    - Genre Termophilum Basilewsky, 1950

  - Sous-tribu des Cypholobina Strohmayer, 1928
    - Genre Atractonotus Perroud, 1846
    - Genre Cypholoba Chaudoir, 1850
    - Genre Eccoptoptera Chaudoir, 1878
    - Genre Gonogenia Chaudoir, 1844
    - Genre Netrodera Chaudoir, 1850
- Tribu des Helluonini  Hope, 1838
  - Sous-tribu des Helluonina Hope, 1838
    - Genre Aenigma Koch, 1846
    - Genre Ametroglossus Sloane, 1914
    - Genre Dicranoglossus Chaudoir, 1872
    - Genre Epimicodema Sloane, 1914
    - Genre Gigadema J. Thomson, 1859
    - Genre Helluapterus Sloane, 1914
    - Genre Helluarchus Sloane, 1914
    - Genre Helluo Bonelli, 1813
    - Genre Helluodema Castelnau, 1867
    - Genre Helluonidius Chaudoir, 1872
    - Genre Helluopapua Darlington, 1968
    - Genre Helluosoma Castelnau, 1867
    - Genre Neohelluo Sloane, 1914
    - Genre Platyhelluo Baehr, 2005

  - Sous-tribu des Omphrina  Jedlicka, 1941 
    - Genre Colfax Andrewes, 1920
    - Genre Creagris Nietner, 1857
    - Genre Dailodontus Reiche, 1843
    - Genre Erephognathus Alluaud, 1932
    - Genre Helluobrochus Reichardt, 1974
    - Genre Helluomorpha Castelnau de Laporte, 1834
    - Genre Helluomorphoides Ball, 1951
    - Genre Macrocheilus Hope, 1838
    - Genre Meladroma Motschoulsky, 1855
    - Genre Omphra Dejean, 1825
    - Genre Pleuracanthus Gray, 1832
    - Genre Triaenogenius Chaudoir, 1877
- Tribu des Physocrotaphini Chaudoir, 1863
  -     - Genre Helluodes Westwood, 1846
    - Genre Holoponerus Fairmaire, 1883
    - Genre Physocrotaphus Weber, 1801
    - Genre Pogonoglossus Chaudoir, 1862
    - Genre Schuelea Baehr, 2004